# Hemileucoceras longicornis
Hemileucoceras longicornis är en stekelart som beskrevs av Hayat 2003. Hemileucoceras longicornis ingår i släktet Hemileucoceras och familjen sköldlussteklar. Inga underarter finns listade i Catalogue of Life.